# Red Wing
Red Wing és una ciutat i seu del Comtat de Goodhue a l'estat de Minnesota dels Estats Units d'Amèrica.

## Demografia
Segons el cens del 2000 Red Wing tenia 13.116 habitants.
Segons el cens del 2000, tenia 16.116 habitants, 6.562 habitatges, i 4.166 famílies. La densitat de població era de 175,8 habitants per km².
Dels 6.562 habitatges en un 30,4% hi vivien nens de menys de 18 anys, en un 51,2% hi vivien parelles casades, en un 8,9% dones solteres, i en un 36,5% no eren unitats familiars. En el 30,7% dels habitatges hi vivien persones soles el 13,3% de les quals corresponia a persones de 65 anys o més que vivien soles. El nombre mitjà de persones vivint en cada habitatge era de 2,35 i el nombre mitjà de persones que vivien en cada família era de 2,94.
Per edats la població es repartia de la següent manera: un 24,6% tenia menys de 18 anys, un 8,2% entre 18 i 24, un 27,5% entre 25 i 44, un 23,2% de 45 a 60 i un 16,5% 65 anys o més.
L'edat mediana era de 39 anys. Per cada 100 dones de 18 o més anys hi havia 90,6 homes.
La renda mediana per habitatge era de 43.674$ i la renda mediana per família de 54.641$. Els homes tenien una renda mediana de 36.576$ mentre que les dones 25.477$. La renda per capita de la població era de 21.678$. Entorn del 3,9% de les famílies i el 6,8% de la població estaven per davall del llindar de pobresa.

## Poblacions properes
El següent diagrama mostra les poblacions més properes.